# Schneider-Schott-Musikpreis Mainz
Der Schneider-Schott-Musikpreis Mainz ist eine Auszeichnung für herausragende junge Komponisten und Interpreten, der alle zwei Jahre vergeben wird.
Laut Stiftungssatzung wird er an förderungswürdige und förderungsbedürftige Komponisten, Interpreten und Musikensembles auf dem Gebiet der ernsten Musik mit Wohnsitz in Deutschland vergeben, die nicht älter als 40 Jahre sein sollen. Bei der Auswahl der Preisträger werden Leistungen auf dem Gebiet der zeitgenössischen Musik bevorzugt.

## Geschichte
Der Musikverleger Heinz Schneider-Schott (1906–1988), Geschäftsführer des Verlags B. Schott’s Söhne, stiftete der Landeshauptstadt Mainz 1985 einen Geldbetrag zur langfristigen Etablierung eines Musikpreises. Von 1986 bis 2006 wurde der Schneider-Schott-Musikpreis Mainz jährlich vergeben, seit 2006 im Zwei-Jahres-Rhythmus. Im Wechsel erhalten ihn Komponisten und Interpreten, die sich für zeitgenössische Musik engagieren. Die Auswahl erfolgt durch eine fünfköpfige Jury, die vom Kulturamt der Landeshauptstadt Mainz berufen wird. Die Verwaltung des Stiftungskapitals und des Preisgeldes obliegt ebenso dem Kulturamt wie die Gestaltung des Festakts und des Preisträgerkonzerts – meist im Staatstheater Mainz, im Rathaus Mainz, dem Peter-Cornelius-Konservatorium oder der Hochschule für Musik Mainz. Der Schneider-Schott-Musikpreis ist mit 15.000 Euro dotiert und damit einer der höchstdotierten Musikpreise in Deutschland.

## Jury
Die Preisträger werden von einer Jury ausgewählt, eine Eigenbewerbung ist nicht möglich.
2014 bestand die Jury aus:
- Wolfgang Rathert (Musikwissenschaftler, Ludwig-Maximilians-Universität München), Juryvorsitzender
- Achim Heidenreich (Leiter des Musiktheater intégrale, Staatliche Hochschule für Gestaltung Karlsruhe)
- Christiane Krautscheid (Verlag Schott Music, Mainz)
- Wolfgang Rihm (†) (Komponist, Karlsruhe)
- Lars Vogt (†) (Pianist, Berlin)

Von 2016 bis 2024 setzte sie sich wie folgt zusammen:
- Wolfgang Rathert (Ludwig-Maximilians-Universität München), Juryvorsitzender
- Achim Heidenreich (Kulturamt der Stadt Eisenach)
- Wolfgang Rihm (†) (Komponist, Karlsruhe)
- Yvonne Stern-Campo (Verlag Schott Music, Mainz)
- Lars Vogt (†) (Pianist, Nürnberg)

Seit 2024 besteht die Jury aus folgenden Mitgliedern:
- Wolfgang Rathert (Ludwig-Maximilians-Universität München), Juryvorsitzender
- Sabine Fallenstein (Musikredakteurin, SWR2 Baden-Baden)
- Anna Prohaska (Sopranistin, Berlin)
- Yvonne Stern-Campo (Verlag Schott Musik, Mainz)
- Jörg Widmann (Komponist, Berlin und München)

## Preisträger
- 2024: Ensemble Resonanz (Streicherkammerorchester)[4]
- 2022: – (keine Verleihung)[4]
- 2020: Benjamin Scheuer (Komponist)[5]
- 2018: Dominik Susteck (Organist/Komponist)[3]
- 2016: Gordon Kampe (Komponist)[3]
- 2014: Carolin Widmann (Violinistin)[3]
- 2012: Birke J. Bertelsmeier (Komponistin)[2]
- 2010: Anna Prohaska (Sopranistin)[6]
- 2008: Márton Illés (Komponist)[7]
- 2006: Peter Schöne (Bariton)[8]
- 2005: Enno Poppe (Komponist)[9]
- 2004: Neue Vocalsolisten Stuttgart (Interpreten)[10]
- 2003: Salome Kammer und Thomas E. Bauer (Interpreten)[11]
- 2002: Jörg Widmann (Komponist und Klarinettist)[12]
- 2001: Babette Koblenz (Komponistin)[11]
- 2000: Michael Riessler und Mike Svoboda (Interpreten)[11]
- 1999: Ensemble 13 und Peter Rundel (Interpreten)[11]
- 1998: Helmut Oehring (Komponist)[11]
- 1997: Nomos-Quartett (Interpreten)[11]
- 1996: Isabel Mundry und Moritz Eggert (Komponisten)[11]
- 1995: ensemble recherche (Interpreten)[11]
- 1994: Jörg Birkenkötter und Hanspeter Kyburz (Komponisten)[11]
- 1993: Steffen Schleiermacher und Ensemble Avantgarde (Interpreten)[11]
- 1992: Ulrich Stranz (Komponist)[11]
- 1991: Gruppe Neue Musik Hanns Eisler (Interpreten)[11]
- 1990: Adriana Hölszky (Komponistin)[11]
- 1989: Herbert Henck (Pianist) und Walter Zimmermann[11]
- 1988: Hans-Jürgen von Bose (Komponist)[11]
- 1987: Ensemble Modern (Interpreten)[11]
- 1986: Detlev Müller-Siemens und Wolfgang von Schweinitz (Komponisten)[11]